# Philippe Gilbert
Philippe Gilbert (* 5. července 1982) je belgický profesionální silniční cyklista jezdící za UCI WorldTeam Lotto–Soudal. Gilbert je jedním z nejlepších klasikářů všech dob s alespoň jedním vítězstvím na všech monumentech krom Milano - San Remo. Je druhým závodníkem (a prvním v belgické) historii, který vyhrál všechny tři Ardenské klasiky v jednom roce (2011). V roce 2019 se stal vítězem nejslavnější klasiky Paříž−Roubaix.
Také vyhrál etapy na všech třech Grand Tours; 3 na Giru d'Italia (jednu v roce 2009 a dvě v roce 2015), 1 na Tour de France (v roce 2011) a 7 na Vueltě a España (2 v letech 2010 a 2012, jednu v roce 2013 a dvě v roce 2019).

## Osobní život
Gilbert momentálně žije v Monaku. Se svou bývalou manželkou Patriciou Zevaertovou má 2 syny Alana (nar. 2010) a Alexandra (nar. 2013)